# Jens Pieper
Jens Pieper, född 9 februari 1968, är en tysk bågskytt. Han deltog vid olympiska sommarspelen 2008.